# Toei Animation
Toei Animation (東映アニメーション株式会社?, Tōei Animēshon Kabushiki-gaisha) è uno studio di animazione giapponese, di proprietà della Toei Company. Fondato nel 1948 come Nihon Dōga Eiga (日本動画映画?), nel 1952 la compagnia ha cambiato nome in Nichidō Eiga (日動映画?), per poi essere rilevata da Toei nel 1956 e acquisire la denominazione Toei Dōga (東映動画株式会社?, Tōei Dōga Kabushiki-gaisha), mantenuta fino al 1998. Ha prodotto numerose serie, tra cui Sally la maga, L'Uomo Tigre, Mazinga Z, Capitan Harlock, Galaxy Express 999, Dr. Slump, Dragon Ball, I Cavalieri dello zodiaco, Sailor Moon, Slam Dunk, Digimon, One Piece e le serie delle Pretty Cure.
Toei Animation ha realizzato gli adattamenti anime di opere di numerosi mangaka illustri, tra cui Gō Nagai, Eiichirō Oda, Shōtarō Ishinomori, Mitsutoshi Shimabukuro, Takehiko Inoue, Mitsuteru Yokoyama, Masami Kurumada, Yudetamago, Akira Toriyama, Leiji Matsumoto e Naoko Takeuchi. Inoltre, con serie quali Sally la maga e Mazinga Z, lo studio ha contribuito a diffondere i generi mahō shōjo e mecha e a cementarne la popolarità.
Toei Animation impiega circa due mesi per produrre un episodio di un anime, che è composto da 3000/3500 disegni, e la realizzazione di ogni serie televisiva vede coinvolti circa trenta dipendenti. Con i suoi attuali 325 dipendenti, è il vero colosso dell'industria dell'animazione giapponese. Il suo logo rappresenta il gatto Pero, protagonista del film del 1969 Il gatto con gli stivali.

## Storia

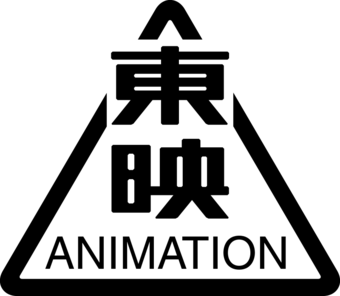
Logo in giapponese dell'azienda

La casa nasce in seguito all'acquisizione da parte della Toei della Nihon Dōga Eiga, che aveva già cambiato nome in Nichidō Eiga, lo studio fondato nel 1948 da Taiji Yabushita, Sanae Yamamoto, Yasuji Mori ed altri, sulle ceneri della gloriosa Nihon Dogasha, fallita poi nel 1951. Grazie all'ottima impressione suscitata dal cortometraggio Ukare violin, realizzato dalla Nichidō su commissione del "Dipartimento Film Educativi" della stessa Toei nel 1955, l'allora presidente Hiroshi Okawa si offrì di rilevare lo studio in difficoltà economiche per 3 milioni di yen, e così il 31 luglio 1956 esso venne incorporato con l'intero staff in una società di nuova creazione, la Toei Dōga.
Dal 1998, la Toei Dōga ha quindi mutato denominazione nell'attuale Toei Animation, che oggi è anche un azionista dell'emittente satellitare giapponese di anime, Animax (assieme ad altri noti studi di anime ed imprese di produzione quali Sunrise, TMS Entertainment e Nihon Ad Systems).
In alcuni casi collabora anche con altre aziende, come ad esempio in occasione della trilogia 1976-79 (Combattler V, Vultus V e General Daimos) in cui, pur gestendo la produzione complessiva, ha poi lasciato il lavoro d'animazione allo studio Sunrise. Fornisce infine anche il lavoro d'animazione per diversi film e serie televisive statunitensi fin dagli anni sessanta.
Nel 2003 è stato inaugurato un museo all'interno degli studi.

### Anni '60
A partire dal 1963 lo studio ha iniziato a produrre, oltre ai lungometraggi d'animazione, anche serie animate per la televisione; inizialmente in bianco e nero, passano al colore a partire dal 1967 col 18º episodio di Sally la maga. In questo periodo si è impegnati in una forte competizione con la Mushi Production fondata e diretta da Osamu Tezuka (durata fino al fallimento di quest'ultima un decennio dopo).

### Anni '70
Nei primi anni '70 la Toei ha cominciato a ridurre la produzione di film per concentrarsi maggiormente nella produzione di serie televisive; inizia quindi ad adattare tutta una serie di manga di successo pubblicati precedentemente su riviste come lo Shonen Magazine e soprattutto lo Shonen Jump. Questo è il decennio delle opere di Gō Nagai e Leiji Matsumoto.

### Anni '80 e '90
Per tutti gli anni '80 la Toei mantiene la sua attenzione rivolta soprattutto alla produzione di serie animate; i film originali sono sempre più rari e dalla metà degli anni '80 in poi ridotti soprattutto agli adattamenti cinematografici di quelle serie che avevano avuto maggior successo. Questi sono gli anni in cui vedono la luce le versioni animate delle opere di Akira Toriyama, assieme a grandi nomi quali Ken il guerriero, Kinnikuman, I Cavalieri dello zodiaco, Slam Dunk e Sailor Moon.

### Ultimi anni
La fine degli anni '90 è stato un periodo difficile per lo studio; pur con il successo derivato dal lancio di produzioni come One Piece, Digimon e Magica Doremì oggi la Toei Animation non ha più la posizione di leader nel settore dell'animazione giapponese, posto che è stato preso da altri studi quali Madhouse e Sunrise. Nonostante questo, la maggior parte dei guadagni continua ad arrivare da serie di successo ancora non terminate come One Piece e Pretty Cure, che risultano essere al 1º e 2º posto dei maggiori incassi dell'azienda.

## Opere principali
Dalla sua fondazione lo studio ha prodotto un gran numero di serie animate e film d'animazione, tra i quali il primo lungometraggio a colori della storia dell'animazione giapponese, La leggenda del serpente bianco, nel 1958; ha inoltre adattato vari manga d'autori celebri (Gō Nagai, Eiichirō Oda, Shōtarō Ishinomori, Mitsutoshi Shimabukuro, Takehiko Inoue, Mitsuteru Yokoyama, Masami Kurumada, Yudetamago, Akira Toriyama, Leiji Matsumoto e Naoko Takeuchi) in anime, molti dei quali divenuti poi celebri a livello mondiale.
Le sue opere hanno anche contribuito ad accrescere la fama dei generi mahō shōjo e mecha, i cui primi grandi successi sono stati rispettivamente Sally la maga e Mazinga Z, i quali hanno fissato gli standard per tutti gli anime seguenti di quel genere: Hayao Miyazaki, Isao Takahata, Leiji Matsumoto e Yōichi Kotabe sono solo alcuni degli autori che hanno lavorato in passato con la società.
Tra gli anime della Toei ad aver vinto il premio annuale Animage sono stati Galaxy Express 999 nel 1981, I Cavalieri dello zodiaco nel 1987 e Sailor Moon nel 1992.
- Sally la maga (109 episodi, 17 in bianco e nero, 88 a colore, 1966-1968)
- L'Uomo Tigre (105 episodi, 1969-1971)
- Lo Specchio Magico (97 episodi, 1969-1971)
- Una sirenetta fra noi (48 episodi, 1970-1971)
- Hela Supergirl (26 episodi, 1971-1972)
- Chappy (39 episodi, 1972)
- Devilman (39 episodi, 1972)
- Cybernella (25 episodi, 1973-1974)
- Bia - La sfida della magia (72 episodi, 1974)
- Mazinga Z (92 episodi, 1972)
- Getter Robot (51 episodi, 1974)
- Il Grande Mazinga (56 episodi, 1974)
- Getter Robot G (39 episodi, 1975)
- UFO Robot Goldrake (74 episodi, 1975)
- Jeeg robot d'acciaio (46 episodi, 1975)
- Ikkyusan il piccolo bonzo (298 episodi, 1975-1982)
- Candy Candy (115 episodi, 1976)
- Gaiking il robot guerriero (44 episodi, 1976)
- Gakeen - Magnetico robot (39 episodi, 1976)
- Danguard (56 episodi, 1977)
- Balatak (31 episodi, 1977)
- Capitan Harlock (42 episodi, 1978)
- Capitan Futuro (52 episodi, 1978)
- Galaxy Express 999 (113 episodi, 1978)
- Starzinger (73 episodi, 1978-1979)
- Lulù l'angelo tra i fiori (50 episodi, 1979)
- La spada di King Arthur (52 episodi, 1979)
- Cyborg 009 (50 episodi, 1979)
- Daltanious (coproduzione Sunrise - 47 episodi, 1979)
- Lalabel (49 episodi, 1980),
- God Sigma (50 episodi, 1980),
- Il dr. Slump e Arale (serie originale, 243 episodi, 1981-1986)
- Bryger (39 episodi, 1981)
- La regina dei mille anni (41 episodi, 1981)
- Golion (52 episodi, 1981)
- Uomo Tigre II (33 episodi, 1981-1982)
- Kinnikuman (137 episodi, 1983-1986)
- Kiss Me Licia (42 episodi, 1983)
- Memole dolce Memole (50 episodi, 1984-1985)
- Ken il guerriero (1ª serie: 109 episodi, 1984 - 2ª serie: 43 episodi, 1987)
- Juny peperina inventatutto (45 episodi, 1985-1986)
- I Cavalieri dello zodiaco (114 episodi, 1986-1988)
- Dragon Ball (153 episodi, 1986-1989)
- Milly - Un giorno dopo l'altro (57 episodi, 1987-1989)
- Dragon Ball Z (291 episodi, 1989-1996)
- Kinnikuman (46 episodi, 1991-1992)
- Dragon Quest (46 episodi, 1991-1992)
- Sailor Moon (200 episodi, 1992-1996)
- Slam Dunk (101 episodi, 1993-1996)
- Piccoli problemi di cuore (76 episodi, 1994-1995)
- Le fiabe più belle (26 episodi, 1995)
- Curiosando nei cortili del cuore (50 episodi, 1995-1996)
- Dragon Ball GT (64 episodi, 1996-1997)
- What a Mess Slump e Arale (74 episodi, 1997-1999)
- Yu-Gi-Oh! (27 episodi, 1998) (prima serie)
- Digimon Adventure (54 episodi, 1999-2000)
- One Piece (1999 - ancora in corso)
- Magica Doremì (214 episodi, 1999-2004)
- Digimon Adventure 02 (50 episodi, 2000-2001)
- Digimon Tamers (51 episodi, 2001-2002)
- Digimon Frontier (50 episodi, 2002-2003)
- I Cavalieri dello zodiaco - Saint Seiya - Hades (31 episodi, 2002)
- Nadja (50 episodi, 2003-2004)
- Zatch Bell! (150 episodi, 2003-2006)
- Pretty Cure (2004 - in corso)
- Digimon Savers (48+1 episodi, 2006-2007)
- Air Gear (25 episodi, 2006)
- Lovely Complex (24 episodi, 2007)
- Dragon Ball Kai (159 episodi, 2009-2015)
- Digimon Fusion Battles (79 episodi, 2010-2012)
- Kyōsōgiga (10 episodi, 2013)
- World Trigger (73 episodi, 2014-2016)
- Pretty Guardian Sailor Moon Crystal (39 episodi, 2014-2016)
- Dragon Ball Super (131 episodi, 2015-2018)
- Tiger Mask W (38 episodi, 2016-2017)
- Digimon Universe: Appli Monsters (52 episodi, 2016-2017)
- Kado: The Right Answer (12 episodi, 2017)
- Butt Detective (2018 - 2022)
- Gegege no Kitarō (97 episodi, 2018 - 2020)
- Digimon Adventure: (67 episodi, 2020-2021)
- Dragon Quest: L'avventura di Dai (100 episodi, 2020-2022)
- Digimon Ghost Game (67 episodi, 2021-2023)
- Dragon Ball Daima ( 20 episodi, 2024-2025)

### Film d'animazione
- La leggenda del serpente bianco (1958)
- Shōnen Sarutobi Sasuke (1959)
- Le 13 fatiche di Ercolino (1960)
- Robin e i 2 moschettieri e ½ (1961)
- Le meravigliose avventure di Simbad (1962)
- Il piccolo principe e il drago a otto teste (1963)
- Wanwan chūshingura (1963)
- Gulliver no uchū ryokō (1965)
- Cyborg 009 - La leggenda della supergalassia (1980)
- La storia di Alice... fanciulla infelice (1967)
- Le meravigliose favole di Andersen (1968)
- La grande avventura del piccolo principe Valiant (1968)
- Il gatto con gli stivali (1969)
- Senza famiglia (1970)
- 20.000 leghe sotto i mari (1970)
- Gli allegri pirati dell'isola del tesoro (1971)
- Ali Babà e i 40 ladroni (1971)
- ...continuavano a chiamarlo il gatto con gli stivali (1972)
- Maken Liner-0011 Henshin Seyo! (1972)
- L'orsetto panda e gli amici della foresta (1973)
- Le più famose favole del mondo (serie di cortometraggi, 1975-1983)
- La Sirenetta - La più bella favola di Andersen (1975)
- Il gatto con gli stivali in giro per il mondo (1976)
- Heidi diventa principessa (1977)
- Pollicina (1978)
- Quando vivevano i dinosauri (1979)
- Undici campioni (1979)
- Piccole donne (1980)
- Dracula (1980)
- I dodici mesi (1980)
- Frankenstein (1981)
- Hashire Melos (1981)
- Il richiamo della foresta (1981)
- Il lago dei cigni (1981)
- La lampada di Aladino (1982)
- Due anni di vacanza (1982)
- Andromeda galassia perduta (1982)
- Zoo Story (1983)
- La grande Maratona (1992)
- Yu-Gi-Oh! (1999)
- Digimon Adventure (1999)
- Digimon Adventure: Bokura no War Game! (2000)
- Digimon Adventure 02: Zenpen: Digimon Hurricane Jōriku!!/Kōhen: Chōzetsu Shinka!! Ōgon no Digimentals (2001)
- Digimon Adventure 02: Diablomon no Gyakushū (2001)
- Digimon Tamers: Bōkensha-tachi no Tatakai (2001)
- Interstella 5555 (2001)
- Digimon Tamers: Bōsō Digimon Tokkyū (2002)
- Digimon Frontier: Kodai Digimon Fukkatsu!! (2002)
- Zatch Bell!: Il demone non elencato N.101 (2004)
- Zatch Bell!: L'attacco dei Mega-Vulcan (2005)
- Digital Monster X-Evolution (2005)
- Digimon Savers THE MOVIE Kyūkyoku Pawā! Bāsuto Mōdo Hatsudō!! (2006)
- Digimon Savers 3D - Digital World kiki ippatsu! (2009)
- Digimon Adventure 3D: Digimon Grandprix! (2009)
- Dragon Ball Z - La battaglia degli dei (2013)
- Dragon Ball Z - La resurrezione di 'F' (2015)
- Digimon Adventure tri. (6 film/26 episodi, 2015-2018)
- Dragon Ball Super - Broly (2019)
- Digimon Adventure: Last Evolution Kizuna (2020)
- Pretty Guardian Sailor Moon Eternal - Il film (2021)
- Dragon Ball Super - Super Hero (2022)
- One Piece Film: Red (2022)
- The First Slam Dunk (2022)
- Digimon Adventure 02: The Beginning (2023)

## Produzioni straniere
La Toei Animation ha anche lavorato a numerose serie animate trasmesse in Paesi stranieri:
- King Kong (1966-1969)
- The Mouse on the Mayflower (1968)
- The Smokey Bear Show (1969-1970)
- The World of Strawberry Shortcake (1980)
- The Pink Panther In: Pink at First Sight (1981)
- L'Uomo Ragno (1981, 2 episodi)
- Strawberry Shortcake: Pets on Parade (1982)
- L'Uomo Ragno e i suoi fantastici amici (1982) (stagione 2)
- La Pantera Rosa (1981): (un episodio a 7 minuti)
- L'ispettore Gadget (1983, 5 episodi)
- Dungeons and Dragons (1983–1985)
- G.I. Joe: A Real American Hero (1983-1986 + 1 film del 1987)
- Vola mio mini pony (1984–1987)
- Transformers (1984–1987)
- Robo Force: The Revenge of Nazgar (1984)
- Turbo Teen (1984, 2 episodi)
- Muppet Babies (1984-1987)
- Gli Snorky (1984-1989, alcuni episodi)
- Jem (1985–1988; 54 episodi)
- Il ritorno dei Titani (1986)
- I pronipoti (1986; 9 episodi)
- I difensori della Terra (1986-1987)
- Mille luci nel bosco (1986-1987)
- The Flintstone Kids (1987; 2 episodi)
- I Puffi (tutte le stagioni, compreso nel 1987-1988, stagione 6-8, 8 episodi)
- Foofur superstar (1987; 9 episodi)
- Tartarughe Ninja alla riscossa (1987) (stagione 1 e la quinta parte pilota)
- Zero in condotta (1987; 13 episodi)
- Hello Kitty's Furry Tale Theater (1987)
- Scuola di polizia (1988-1989)
- Denny (1988; 13 episodi)
- The Real Ghostbusters (1988) (seconda sigla e 8 episodi della 3ª stagione)
- Superman (1988)
- L'audacia degli X-Men (1989) (episodio pilota prima di Insuperabili X-Men)
- Halo: Legends: Odd One Out (2010)

Con le francesi Zagtoon e Method Animation, dal 2010 realizza l'anime Miraculous Ladybug, in onda nel 2014 mentre con Netflix Knights of the Zodiac nel 2019.